# آران (کنگاور)
آران (کنگاور)، روستایی از توابع بخش مرکزی شهرستان کنگاور در استان کرمانشاه ایران است.
این روستا به‌عنوان شاهراه کلیدی در مسیر اصلی ترانزیت راه و ترابری، راه‌آهن، عبور خطوط اصلی گاز و برق غرب کشور قرار دارد و محل تلاقی دو رودخانه گاماسیاب و خرم رود از سرچشمه‌های اصلی رود کرخه میباشد، شغل اصلی مردم روستا کامیون داری ،کشاورزی ،دامداری و تولید صنایع دستی می‌باشد.
طولانی ترین تونل راه آهن غرب کشور با نام تونل آران به طول ۱۲۴۱ متر در این روستا قرار دارد و قدیمی‌ترین پست تقویت و توزیع برق استان کرمانشاه با ۲۳۰/۶۳ کیلوولت که تقریباً ۳۰۰ مگاوات برق تولید می‌کند نیز در این روستا قرار دارد.
با توجه به تلاقی دو رودخانه خرم رود و گاماسیاب و چشمه های جوشان تقریباً ۶۰ درصد از اراضی روستا شامل ۸۰۰ هکتار بدون استفاده از منابع آب زیرزمینی زیر کشت آبی بوده و محصولات کشاورزی شامل گندم،جو،گشنیز،کلزا،چغندر قند،نخود عدس،ماش لوبیا،برنج و محصولات باغات روستا شامل گردو،انگور،سیب،گیلاس ،آلبالو شلیل،هلو،گلابی،آلو،زروالو بادام،توت و سنجد میباشد.

## معنی اسم آران
اسم آران /ārān/، «جایگاه مقدس» معنی شده‌است. اسم پسرانه و ریشه کردی دارد همچنین این نام، نام پادشاه آذربایجان در عهد باستان، نام شهری در کاشان و نام سرزمینی در شمال غربی ایران و مغرب دریای خزر (کشور آذربایجان) است.
سایر معانی
- طبیعت گرم
- مکان گرمسیر
- نام قدیمی ایران
- سرزمین آریایی
- آراسته و پاک

## اطلاعات جمعیت شناختی و اشتغال روستا
این روستا در دهستان خزل غربی قرار دارد و جمعیت آن در سال ۱۳۹۵ ۹۷۱ نفر (۲۷۴خانوار) می‌باشد
زبان لکی با گویش‌های محلی بخش خزل کنگاور. شغل مردم روستا کشاورزی، خدماتی، رانندگی و دامداری می‌باشد.
محصولات این روستا بیشتر گندم، جو، گشنیز، کلزا، چغندر قند، نخود، عدس، گردو و صیفیجات می‌باشد. تأمین آب این روستا از رودخانهٔ خرم رود و سراب آران تأمین می‌گردد
خانواده مومیوند-قارلقی فرزندان کدخدا اسدالله(اسی لا) وجدشان فرج ساکن شان اباد که قلعه هاجر در زمان قاجار متلق به او بوده و ایشان نیز فرزند نجف ساکن خوشینان کامیاران و ایشان نیز فرزند الهیار خان از سرداران نادر شاه که در جنگ هرات شرکت کرده.

## جذابیتهای آران
- جذابیتها سراب سلطان چشمه آران، بند یا سد آران، سبزه زارهای ،باغات و چشمه های حاشیه رودخانه خرم رود
- حوادث تاریخی:چندین مورد بمباران هوایی در زمان جنگ تحمیلی عراق علیه ایران.